# Sonic Foundry
Sonic Foundry é uma companhia de softwares para computadores que desenvolve programas editores de audio e video. A sede da companhia se encontra em Madison, Wisconsin.
Em 2003 a Sonic Foundry Media Software (Sonic Foundry Softwares de Midia) foi comprada pela Sony Pictures Digital pelo preço de U$S 18 milhões de dólares.

## Programas da Companhia
- Sound Forge (editor avançado de áudio)
- Acid (criador de bases de músicas)
- Vegas Movie Studio (editor de vídeo)
- Viscosity (editor de imagens e animações)